# اپلرنون
اپلرنون (انگلیسی: Eplerenone) (با نام تجاری Inspra) یک نوع آنتاگونیست آلدوسترون از مدرهای نگهدارنده پتاسیم است که برای درمان نارسایی مزمن قلبی و فشار خون بالا، به ویژه برای بیماران مبتلا به فشار خون بالا به دلیل افزایش آلدوسترون به کار می‌رود. این ماده یک آنتی مینرالوکورتیکوئید استروئیدی از گروه اسپیرونولاکتون و یک آنتاگونیست انتخابی گیرنده آلدوسترون (SARA) است. اپلرنون نسبت به گیرنده‌های آندروژن، پروژسترون، گلوکوکورتیکوئید یا استروژن انتخابی‌تر از اسپیرونولاکتون در گیرنده مینرالوکورتیکوئید است.

## کاربرد در پزشکی

### نارسایی قلبی
اپلرنون خطر مرگ را در بیماران مبتلا به نارسایی قلبی کاهش می‌دهد، به ویژه در بیماران مبتلا به انفارکتوس میوکارد (سکته قلبی).

### فشار خون
اپلرنون فشار خون را در بیماران مبتلا به فشار خون اولیه کاهش می‌دهد. اپلرنون همچنین سفتی شریانی و اختلال عملکرد اندوتلیال عروقی را کاهش می‌دهد.
برای افراد مبتلا به فشار خون مقاوم، اپلرنون برای کاهش فشار خون بی‌خطر و مؤثر است، به‌ویژه در افراد مبتلا به فشار خون مقاوم به دلیل هیپرآلدوسترونیسم.